# Salon du livre insulaire
Pour les articles homonymes, voir Salon du livre.
Le Festival de littérature Insulaire  (ou Salon international du Livre insulaire) est un salon consacré à la littérature insulaire qui se déroule sur l'île d'Ouessant en Bretagne, depuis 1998.
Le salon se déroule tous les ans pendant le week-end de Pâques. Il est consacré à la littérature insulaire comprenant les livres des auteurs insulaires (nés ou vivants dans une île) et les ouvrages s'inspirant de la matière insulaire (réelle ou imaginaire). Il est organisé depuis 1999, par l'Association Culture, arts et lettres des îles (CALI) créée par Isabelle Le Bal, la femme d'Henry Le Bal.
L'association a pour objet la promotion de la culture insulaire et a son siège sur l'île d'Ouessant. Elle met en œuvre un projet culturel diversifié : résidence d'écrivain, organisation d'évènements et rencontres littéraires, organisation de prix annuels de littérature,dont le Grand Prix des Îles du Ponant avec l'association des Îles du Ponant, édition d'une revue semestrielle de littérature insulaire : l'Archipel des Lettres,, base de ressources documentaires sur la littérature insulaire.
En 2009 une résidence d'artiste fut créée au Sémaphore du Creac'h,, où l'association put inviter Rodney Saint-Éloi,,.